# Marilyn Manson (musikgrupp)
Marilyn Manson är ett amerikanskt industrirockband, grundat 1989 som Marilyn Manson & the Spooky Kids av Brian Warner tillsammans med Daisy Berkowitz i Florida, USA. Warner antog också själv artistnamnet Marilyn Manson, vilket alltså kan syfta antingen på honom själv eller på bandet.
Bandet använder sig flitigt av uppseendeväckande och provocerande estetik, och är bland annat kända för sitt motstånd mot religion, i synnerhet kristendom, och som förespråkare av droger. Bandets musikgenre beskrivs ofta som svårbestämd, men beteckningar som industrimetal, gothic metal och skräckrock är vanligt förekommande. Varje album har getts en egen estetik, ofta utifrån ett specifikt tema. Debutalbumet Portrait of an American Family släpptes på Trent Reznors skivbolag Nothing Records. Det första genombrottet kom med tolkningen av Eurythmics låt ”Sweet Dreams (Are Made of This)” 1995; ännu större slog bandet med albumet Antichrist Superstar året därpå.
Det har hela tiden funnits ett starkt motstånd mot gruppen, främst inom den kristna högern i USA. Nuvarande bandmedlemmar är sångaren Marilyn Manson, gitarristen Twiggy Ramirez, basisten Fred Sablan och live-trummisen Jason Sutter. Marilyn Manson har sålt över 50 miljoner album, haft stort inflytande på rockscenen, och rankades år 2000 av VH1 på plats 78 i listan över de 100 främsta hårdrocksartisterna.

## Historia

### The Spooky Kids och de tidiga åren (1989 – 1992)
Brian Warner som grundade bandet studerade 1989 på ett college i södra Florida med målet att bli journalist. Vid denna tid skrev han bland annat musikartiklar för studenttidningen The Observer (ej att förväxla med den brittiska veckotidningen The Observer) och för en nöjestidning kallad Tonight Today. Senare jobbade han även på livsstilstidningen 25th Parallel. Genom detta arbete träffade han flera artister och band som Marilyn Manson senare skulle komma att jämföras med, såsom Trent Reznor från Nine Inch Nails och My Life With the Thrill Kill Kult. Manson hade tidigt idéer om att göra vit rockmusik lika provocerande som hiphopen och ville på detta sätt testa gränserna. Vid ett tillfälle träffade han gitarristen Scott Putesky, visade honom ett antal av sina egna texter och föreslog att de skulle bilda ett band tillsammans, vilket Putesky accepterade. Tillsammans med basisten Brian Tutunick spelade de in sin första demo 1990 under namnet Marilyn Manson & the Spooky Kids. Vid denna tidpunkt använde de artistnamnen Marilyn Manson, Daisy Berkowitz, och Olivia Newton Bundy. Gruppen kompletterades snart med keyboardisten Stephen Bier, under namnet Madonna Wayne Gacy medan Olivia Newton Bundy ersattes av Gidget Gein, född Brad Stewart. 1991 blev Fred Streithorst bandmedlem under namnet Sara Lee Lucas, och blev därmed bandets första trummis, efter att gruppen under två års tid hade använt sig av Berkowitz trummaskin, en Yamaha RX-8.
Under denna tid hade den dömde mördaren Charles Manson fått mycket uppmärksamhet i media. Brian Warner hade redan i high school köpt hans album Lie, och baserade senare sin egen låt ”My Monkey” på Mansons ”Mechanical Man”. Detta var ett viktigt skäl till att Warner kom att skapa och uppfatta sig som alter egot ”Marilyn Manson”. Alla bandets artistnamn skapades utifrån uppfattningen att allt är uppdelat i gott och ont, och att dessa båda aspekter finns i varje helhet. Olivia Newton Bundy är sammansatt från Olivia Newton-John och Ted Bundy, Zsa Zsa Speck från Zsa Zsa Gabor och Richard Speck, Twiggy Ramirez från Twiggy och Richard Ramirez, och så vidare. Senare bröts dock denna tradition, med bland andra Zim Zum och John 5. Marilyn Manson skrev i sin självbiografi, The Long Hard Road Out of Hell:
”Marilyn Monroe hade en mörk sida, precis som Charles Manson har en god, intelligent sida.” Bilder av både Charles Manson och Marilyn Monroe, tillsammans med andra vackra, ”goda”, kvinnliga sexsymboler, och andra ökända massmördare, användes ofta i bandets tidiga marknadsföring, på affischer, flygblad och dylikt. 
Marilyn Manson & the Spooky Kids blev snabbt mycket populära lokalt. En orsak till deras popularitet var bandets uppseendeväckande och ofta chockerande och provocerande estetik med drag hämtade från performancekonsten. På deras spelningar var det inte ovanligt att på scen få se nakna korsfästa kvinnor, barn i bur eller blodiga djurdelar. Manson, Berkowitz och Gein klädde sig ofta i kvinnokläder eller uppseendeväckande kostymer, med grälla färger och kraftiga mönster, och eftersom de inte hade tillgång till pyroteknik brände de istället saker direkt på scen. 1992 förkortade bandet sitt namn till endast ”Marilyn Manson”. De fortsatte att spela in demokassetter fram till 1993 då de uppmärksammades av Trent Reznor, som nyligen startat skivbolaget Nothing Records.

### Portrait of an American FamilyochSmells Like Children(1993–1995)
1993 erbjöd Trent Reznor Marilyn Manson skivkontrakt, och gav dem möjligheten att åka med som förband på Nine Inch Nails turné. Bandet accepterade båda dessa erbjudanden, och började i juli 1993 spela in vad som skulle komma att bli Portrait of an American Family. Tillsammans med producenten Roli Mosimann spelade de in i Criteria Studios i Miami, Florida, såväl gammalt material från Marilyn Manson & the Spooky Kids-eran, som nyskrivet material. Hösten 1993 hade de avslutat arbetet med albumet The Manson Family Album, vars titel refererar till Mansonfamiljen. Albumet togs dock inte emot särskilt väl, och produktionen ansågs av både Trent Reznor och bandmedlemmarna som platt och tråkig. ”Jag tyckte, det här suger verkligen, så jag spelade det för Trent, och han tyckte det sög”, sade Marilyn Manson i en intervju med Miami New Times, 1994. Samtidigt hade bandet problem då Gidget Gein förlorat kontrollen över sitt tunga heroinberoende.

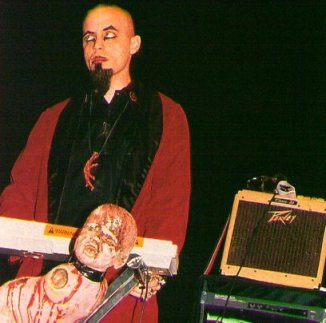
Madonna Wayne Gacy, även kallad Pogo, 1995

I oktober 1993 gick Trent Reznor med på att producera om Marilyn Mansons album. Han tog bandet och masterinspelningen till The Record Plant i Los Angeles. Gidget Gein, nu inlagd på grund av en överdos, var inte inbjuden. Efter sju veckors arbete var albumet, nu omdöpt till Portrait of an American Family, redo att släppas på Interscope Records. När första singeln, ”Get Your Gunn”, började spelas på radio fick Gein ett brev som förklarade att hans tjänster inte längre behövdes i Marilyn Manson, efter att han överdoserat för fjärde gången. Han ersattes av Twiggy Ramirez, då känd som Jeordie White, från thrash metal-bandet Amboog-a-Lard från Miami. Som basist spelade Ramirez med Marilyn Manson första gången i december 1993, under en veckolång turné i Florida, med förbandet Jack Off Jill. Den första större turnén Ramirez spelade på var en två veckor lång USA-turné. Under samma turné träffade Marilyn Manson för första gången Anton LaVey, grundaren för Church of Satan, och tilldelades titeln ”reverend” 1994.
I mars 1995 påbörjades den första USA-turnén med Marilyn Manson som huvudband, en två månader lång turné med Monster Voodoo Machine som förband. Detta blev trummisen Sara Lee Lucas sista turné med bandet. Förhållandet mellan honom och Manson hade varit spänt under en längre tid och förvärrades under turnén. Det hela slutade med att Manson satte eld på Lucas trumset, under den näst sista spelning, under framförandet av den då aktuella singeln ”Lunchbox”. Lucas slutade efter den avslutande spelningen dagen efter. Mindre än två veckor senare ersattes han av Ginger Fish och bandet började turnera igen, denna gång med Danzig och Korn.
Turnén avslutades sommaren 1995. Bandet flyttade till sin nya studio, Trent Reznors Nothing Studios i New Orleans, Louisiana, för att jobba med ”Dope Hat”, den tredje singeln från albumet Portrait of an American Family. Till låten spelade de in en musikvideo med Marilyn Manson i rollen som Willy Wonka i en skräckversion av den psykedeliska båtfärden i filmen Willy Wonka och chokladfabriken från 1973. I samma film framförs även låten ”The Family Trip” som också förekommer på albumet. Dope Hat-singeln utvecklades och fylldes på med covers och remixer, och slutligen blev den istället ett en timme långt remixalbum som döptes till Smells Like Children. Albumet innehöll femton spår med remixer, covers, och bisarra ljudexperiment men även bandets version av Eurythmics ”Sweet Dreams (Are Made of This)”, vilken blev Marilyn Mansons första riktiga hit. Videon spelades ofta på MTV, till skillnad från Dope Hat-videon, vilken endast fick visas nattetid på MTV, och pressen började omskriva Marilyn Manson som ett lovande band med tydliga kvaliteter.
På detta följde en fem månader lång turné, som varade mellan september och februari, då bandet började spela nytt material som ”Irresponsible Hate Anthem”, ”Tourniquet” och ”Minute of Decay”. Vid denna tid var rykten om ett nytt album vida spridda, och bekräftades när bandet återvände till Nothing Records studio i början av 1996, för att spela in vad Manson beskrev som ”en mystisk ritual designad för att åkalla apokalypsen”.

### Antichrist Superstar(1996–1997)
Marilyn Mansons andra fullängdsalbum, Antichrist Superstar, släpptes 8 oktober 1996. Det spelades in i Nothing Studios, med Trent Reznor som huvudproducent. Skapandeprocessen var lång och svår, och kantades av experiment med sömnbrist och ett nästan konstant droganvändande, med syfte att skapa en miljö passande albumets stämningsfulla och ibland våldsamma innehåll. Under denna period förekom starka motsättningar inom bandet, vilket ledde till att Daisy Berkowitz lämnade gruppen. Med Berkowitz ute ur leken blev basisten Twiggy Ramirez istället huvudgitarrist på stora delar av Antichrist Superstar. I sökandet efter en ny gitarrist, inför den stundade turnén, anordnades en audition. Timothy Linton fick platsen och valde artistnamnet Zim Zum, ett namn inspirerat av Kabbala, och bröt därmed den sexåriga traditionen med artistnamn baserad på motsättningen ikon–mördare. Kabbalamystiken var en av de stora inspirationskällorna till albumet.

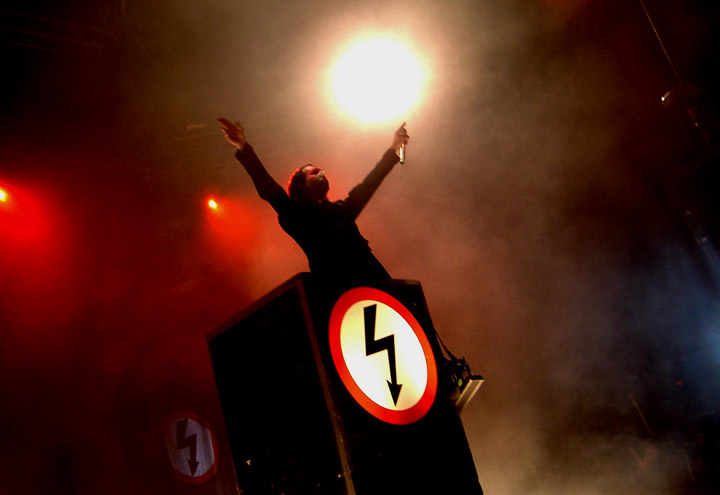
Marilyn Manson framför låten ”Antichrist Superstar”, vid ett podium med blixtsymbolen som användes för albumet

Albumets första singel, ”The Beautiful People”, placerade sig ganska väl på försäljningslistan för alternativ rock, och skapade tillräckligt höga förväntningar för att Antichrist Superstar skulle erövra tredjeplatsen på albumlistan när den väl släpptes. På albumet följde bandets största och hittills längsta turné, den ett och ett halvt år långa världsturnén Dead to the World Tour, som innebar Marilyn Mansons konsertdebut i Alaska‚ Hawaii, Storbritannien och vissa andra delar av Europa, Sydamerika, Asien och Australien, allteftersom bandets rykte och popularitet spreds i världen. I USA fick bandet mer uppmärksamhet än någonsin, men långt ifrån all uppmärksamhet var positiv. 
Vid denna tid debatterades i den amerikanska kongressen, ledd av senator Joseph Lieberman, huruvida våldsamt textmaterial kunde påverka ungdomar. Lieberman refererade senare till Marilyn Manson som ”den sjukaste grupp som någonsin marknadsförts av ett traditionellt skivbolag” Dessutom omsvärmades nästan varenda konsert av religiösa organisationer som vädjade till fansen att inte besöka konserten, då de ansåg att gruppen gjorde sig skyldig till hädelse.
10 november 1997 släppte bandet EP:n Remix & Repent, med remixer och nya versioner av de fyra singlarna från Antichrist Superstar: ”The Beautiful People”, ”Torniquet”, ”Antichrist Superstar” och ”Man That You Fear”, liksom liveversioner av sånger inspelade under USA-delen av turnén Dead to the World. Två tidigare osläppta låtar från studioinspelningen av Antichrist Superstar användes som motiv till var sin film. ”Apple of Sodom” användes i David Lynchs Lost Highway och ”The Suck for Your Solution” i filmen Private Parts (med den svenska titeln Howard Sterns liv och underliv) om Howard Stern. Mot slutet av året tillkännagav Marilyn Manson utgivningen av sin första bok, den självbiografiska The Long Hard Road Out of Hell, som han skrev tillsammans med Neil Strauss. Boken släpptes i februari 1998, samtidigt med livevideon Dead to the World. En uppföljare till Antichrist Superstar var enligt bandet också nära förestående och rykten om att Billy Corgan och Dust Brothers skulle medverka på det då ännu obetitlade albumet cirkulerade också.

### Mechanical Animals(1998–1999)

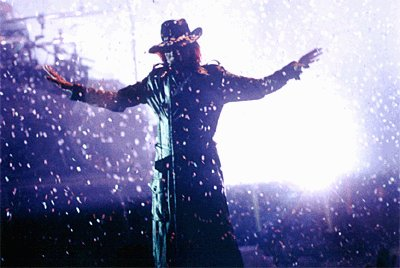
Marilyn Manson i rollen som Omēga, sjunger ”The Speed of Pain”

Marilyn Mansons tredje studioalbum Mechanical Animals var starkt influerat av David Bowie, såväl estetiskt som musikaliskt, och släpptes 15 september 1998. Interscope gjorde mycket reklam för albumet, som inkluderade en enorm affischtavla av sångaren som en androgyn utomjording, placerad vid Times Square. Bandet framträdde vid upprepade tillfällen på MTV och andra kanaler för att marknadsföra albumet och första singeln, ”The Dope Show”. Genom framgångarna med Antichrist Superstar och den stora publiciteten, placerade sig Mechanical Animals på första plats på Billboards försäljningslista över album. Bandet hade förändrats, och framställde sig på ett nytt sätt. Istället för det mörker som förekom på Antichrist Superstar, fanns här en mer klinisk stil, med mycket tydliga drogreferenser. Marilyn Manson själv iklär sig rollen av rockstjärnan Omēga, och skivan är konceptuellt uppdelad så att hälften av låtarna är av det fiktiva bandet Omēga & the Mechanical Animals, med platta hyllningssånger till sex och droger vilka framhäver Omēgas stjärnstatus, medan den andra halvan är mer personlig och känslomässig, och framhåller Omēgas mänskliga ensamhet.
Låtar från albumet som släpptes som singlar var, i kronologisk ordning: ”The Dope Show”, ”I Don’t Like the Drugs (But the Drugs Like Me)”, ”Rock Is Dead” och ”Coma White”. ”Rock Is Dead” var också med som filmmusik till The Matrix.
Marilyn Manson var nu mer av ett glamrockband, med stora delar av sin visuella stil lånad från David Bowie, Roxy Music och med dem samtida musikartister. Bandet hade bosatt sig i Los Angeles, och Zim Zum hade ersatts av den glaminfluerade gitarristen John Lowery, som tog artistnamnet John 5. Det är osäkert om han tog namnet för att han var bandets femte gitarrist, eller som en biblisk referens, eller möjligen en kombination av båda alternativen. Efter en kort turné i USA följde världsturnén Rock Is Dead med Hole och Monster Magnet som förband. Turnén skulle dock bli problematisk. Den första konserten genomfördes 1 mars 1999 i Spokane, Washington men redan den 14 mars hade Hole lämnat turnén, och Manson brutit vristen, vilket tvingade resterande spelningar att flyttas fram. Jack Off Jill och Nashville Pussy ombads ta över rollen som förband för de kvarvarande spelningarna.. På Hultsfredsfestivalen 1999 kom dock alla de tre ursprungliga banden att spela. 
Mindre än tre veckor efter att turnén återupptogs, sköt två studenter, Eric Harris och Dylan Klebold, på Columbine High School ihjäl tretton personer, och tog sedan sina egna liv i Columbinemassakern. Tidig mediabevakning hävdade att de var fans av ”våldsam musik” och datorspel. Mycket uppmärksamhet riktades mot Marilyn Manson. Det bekräftades dock senare att Harris och Klebold inte alls var fans av gruppen. Den 28 april bestämde sig Marilyn Manson, av respekt för offren, att avbryta turnén och ställa in alla kvarvarande spelningar. Marilyn Manson skulle inte återvända till Denver förrän Ozzfest 2001. Marilyn Mansons låt ”The Nobodies” var direkt inspirerad av skolmassakern.

### Holy Wood(2000–2001)

Den alkemiska symbolen för kvicksilver var en av symbolerna som användes för albumet Holy Wood.

Resten av 1999 och större delen av 2000 var en period av relativ tystnad för Marilyn Manson. Bandet tillbringade över ett år med att skriva och spela in musik i Death Valley, med endast singeln ”Astonishing Panorama of the Endtimes” och livealbumet The Last Tour on Earth som livstecken. Den 14 november 2000 släpptes albumet Holy Wood (In the Shadow of the Valley of Death). Ljudbilden på detta album var mycket en återgång till den mörkare och mer mystiska Antichrist Superstar, och mindre av det glammiga känslan i Mechanical Animals. Influenserna till albumet var dock äldre än så, och Manson refererade till skivan som bandets motsvarighet till The Beatles White Album. Detta är Marilyn Mansons bäst säljande album till dags dato, med över nio miljoner sålda exemplar.
Albumet har beskrivits av bandet som den första delen av en trilogi, släppt i omvänd ordning, där Antichrist Superstar är den avslutande delen, och Mechanical Animals den mellersta. Det övergripande temat i Holy Wood (In the Shadow of the Valley of Death) är ett utforskande av förhållandet mellan död och berömmelse i amerikansk kultur, och såväl texter som bildmaterial innehåller många referenser till John F. Kennedy och Lee Harvey Oswald, John Lennon och Mark David Chapman, och även Abraham Lincoln och John Wilkes Booth. Med turnén Guns, God and Government fortsatte bandet att utforskade temat, USA:s våldsfascination. Turnéns symbol var ett gevär och två revolvrar, arrangerade för att visuellt efterlikna det kristna korset. Även albumets mörka mystika estetisk liknade mer Antichrist Superstar än Mechanical Animals. Texthäftet bestod till större delen av tolkningar av tio tarotkort från den stora arkanan, och inkluderade bland andra djävulen, översteprästen och magikern. Albumets omslagsbild är också ur tarotkortleken och föreställer en tolkning av kortet ”den hängda”. Som symbol för albumet användes en modifierad version av det alkemiska tecknet för kvicksilver, som en symbol för det androgyna som Marilyn Manson representerar. Samtidigt avslöjade Manson att albumtiteln ”Marilyn Manson: Mechanical Animals” var ett anagram för ”Marilyn Manson is an Alchemical Man”.
Den 16 maj 2001 tillkännagavs, på Marilyn Mansons hemsida, att Manson planerade att citera Bibeln på sin nästa konsert, för att väga upp sitt ”våldsamma perspektiv, så vi kan undersöka de underbara kristna historiernas dygder, om sjukdomar, mord, hor, självmord och barnaoffer”. ”Det verkar som underhållning för mig.”, sade Manson. På den följande konserten, 21 juni 2001 i Denver, Colorado, läste han faktiskt från Bibeln, bland annat Tredje Moseboken 20:9 ”For every one that curseth his father or his mother shall surely be put to death” (”Var och en som förbannar sin far eller sin mor skall straffas med döden”) och Psaltaren 137:9, ”Happy shall he be, that taketh and dasheth thy little ones against the stones” (”Lycklig han som får ta dina späda barn, och krossa dem mot klippan.”).
Turnén dokumenterades i en DVD som släpptes 29 oktober 2002 under samma namn, Guns, God and Government. Den består av låtar från flera olika framträdanden, sammanklippta för att framstå som ett enda scenframträdande. Utöver detta innehåller DVD:n en halvtimmeslång film betitlad Death Parade, i samma stil som ett All Access-pass för turnén.

### The Golden Age of Grotesque(2002–2003)
När triptyken var avklarad i och med de tre föregående albumen var Marilyn Manson fritt att påbörja nya projekt. 2002 bjöd Jonathan Davis från Korn in Marilyn Manson till studion för att spela in en låt kallad ”Redeemer”. Sången, producerad av Jonathan Davis och Richard Gibbs, släpptes på ljudspåret till filmen De fördömdas drottning. Samma år gjorde Marilyn Manson en stor del av filmmusiken till Resident Evil, där även en remix av ”The Fight Song”, gjord av Slipknot, ingick. Inspirerade av 1920-talets swing från den dekadenta Weimarrepubliken spelade bandet samma år in albumet The Golden Age of Grotesque som släpptes 13 maj 2003. I september släpptes singeln ”This Is the New Shit”, som också var en del av filmmusiken till The Matrix Reloaded.
Albumets symbolik baserades inte lika mycket på den kabbalistiska mystiken, tarot och dylikt, utan fokuserade mer på konst som ansetts som degenererad och mindre värd. Störst fokus låg på den konst som den nazistiska regeringen i Tyskland benämnt som entartete (sv. urartad). Kampen mellan det expressiva, det vill säga utlevelsen, och censuren har alltid varit en stor del i Marilyn Mansons image, och här var den ännu tydligare än tidigare. Omslaget till albumet och dess estetik var skapades av konstnären Gottfried Helnwein som, liksom tidigare i sin konst, refererade till Disney och Musse Pigg, Salvador Dalí, sekelskiftets framställning av svarta i underhållningssyfte, kontroverserna kring den tidiga jazzen, och inte minst nazismen och Nazitysklands symboler, som bland annat swastikor och heraldiska örnar.
Den nya medlemmen, Tim Skold, ersatte Twiggy Ramirez och bidrog med en extra dimension till bandets sound. Från sitt tidigare band KMFDM förde han med sig bruket av tunga industrirockbeats. The Golden Age of Grotesque har fått mycket kritik för att vara alltför influerat av KMFDM, och sakna Marilyn Manson sedvanliga originalitet. Albumet placerade sig på en förstaplats på albumlistorna, och sålde första veckan över 118 000 kopior i USA. Ytterligare en världsturné följde, Grotesk Burlesk, i vilken bandet fortsatte att utveckla albumets tema, inspirerat av Weimarrepubliken, bland annat genom tydliga referenser till tysk kabaret. Deras samarbete med konstnären Gottfried Helnwein fortsatte även under turnén och resulterade bland annat i bandets scenkläder. Det var även vid denna tid som bandmedlemmarna började bära designkostymer, både på och utanför scen, och umgås med kända modeskapare.

### Lest We Forget(2004–2005)
Lest We Forget släpptes 28 september 2004. Manson själv refererade till albumet som sitt avskedsalbum. Albumet understöddes av en turné med namnet Against All Gods. Efter att singeln med Depeche Mode-covern ”Personal Jesus” släppts gjorde bandet ett antal spelningar. Vid en av dessa föll trummisen Ginger Fish ned från sitt trumpodium och skadade både skallen och handleden. Före detta Nine Inch Nails-trummisen Chris Vrenna ersatte honom. Efter att Ginger Fish återhämtat sig från olyckan spelade han med sitt nya band, Martyr Plot, innan han återförenades med Marilyn Manson. 
Mark Chaussee från bandet Fight ersatte John 5 som huvudgitarrist på turnén Against All Gods, men han kom i sin tur att successivt ersättas i studion av Tim Skold. Även om John 5 förnekade någon form av agg gentemot Marilyn Manson efter tillkännagivandet att han skulle lämna bandet, skedde en incident under bandets framträdande på Rock am Ring 2003. Manson sparkade då medvetet på John 5 som ilsknade till, kastade sin gitarr och höjde nävarna som om han skulle slåss. Men ingenting hände utan de återgick till att spela utan ytterligare incidenter.
Lest We Forget sålde guld 2005. Det har spekulerats i att Mansons kommentar om att Lest We Forget skulle bli ett avskedsalbum var en indikation på att medlemmarna i Marilyn Manson inte längre skulle vara fasta, utan att musikerna som spelar i studio och spelar på konserterna skulle kunna skifta, vilket är fallet med Nine Inch Nails och KMFDM.

### Eat Me, Drink Me(2006–2008)

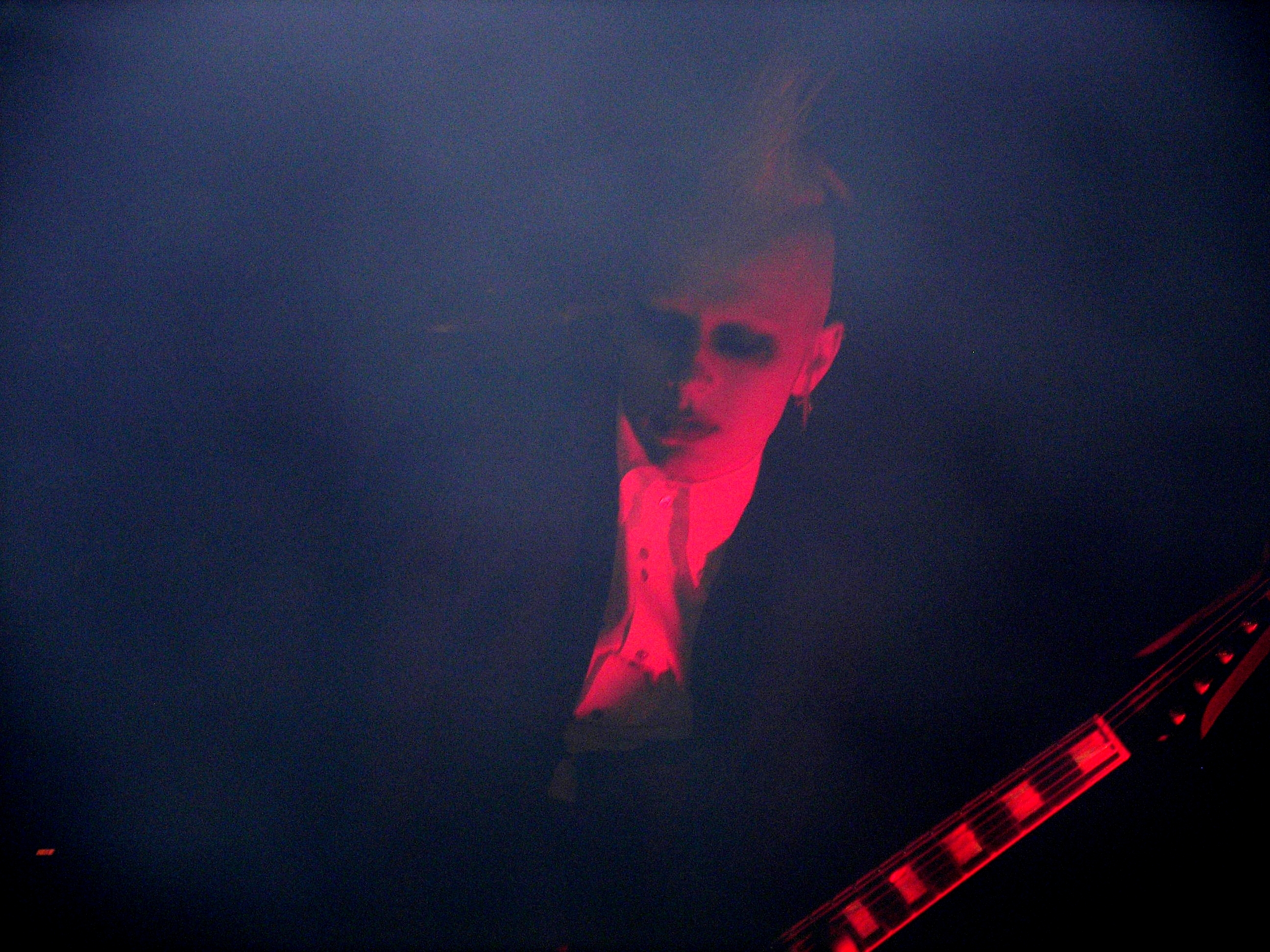
Tim Skold under turnén för Eat Me, Drink Me i Ljubljana, 2007.

Marilyn Mansons sjätte studioalbum, Eat Me, Drink Me, spelades huvudsakligen in av Manson och Skold, som tillsammans skrev all musik. Marilyn Manson hade börjat spela in sången redan 2005, men var då mest fokuserad på sina planer med att öppna ett konstgalleri, sin skilsmässa samt filmprojektet Phantasmagoria: The Visions of Lewis Carroll.
Albumet släpptes 5 juni 2007, och hamnade direkt på åttonde plats på albumlistan i USA, med mer än 88 000 sålda kopior. Albumet, som släpptes mer än fyra år efter The Golden Age of Grotesque, markerade ännu en gång en förändring i musikstil. Värt att notera är att albumet i sin helhet skrevs av enbart Manson och Skold i en hyrd hemmastudio. Albumet är också det första utan Madonna Wayne Gacy (Pogo) som medlem, vilket innebar att Marilyn Manson nu var enda återstående medlemmen av bandet från albumet Portrait of an American Family. Chris Vrenna, som tillfälligt tog över trumpositionen på Against All Gods-turnén, ersatte Pogo live.
Marilyn Manson åkte på turné tillsammans med Slayer för att marknadsföra albumet, med Bleeding Through som förband, och på vissa konserter även Deadly Apples. Rykten florerade om att låten ”Mutilation Is the Most Sincere Form of Flattery” var en medveten attack mot bandet My Chemical Romance, som Manson menade var en dålig kopia. Han har dock senare sagt att låten inte handlar om My Chemical Romance specifikt, utan om folk i största allmänhet som försöker imitera honom, vilket också inkluderar Gerard Way. Som svar på detta hävdade Gerard Way att ingenting Manson kunde säga skulle sänka My Chemical Romance.
Den 9 januari 2008 publicerade Marilyn Manson en nyhet på MySpace, som bekräftade att tidigare basisten Twiggy Ramirez återförenades med bandet, och att Tim Skold hade lämnat gruppen. Manson menade att han fick idén när han såg Led Zeppelins återföreningskonsert. På samma sätt ville han återförenas med kärnan som definierat Marilyn Manson, de som bland annat skrivit ”The Beautiful People” tillsammans.

### The High End of LowochBorn Villain(2009–2012)
Efter bandets turné Rape of the World, som avslutades 2 mars 2008, påbörjades inspelningen av det sjunde studioalbumet, The High End of Low. Inspelningen ägde rum mellan november 2008 och 5 januari 2009. Den sista sången, ”15”, spelades in på kvällen den 5 januari vilket är Marilyn Mansons födelsedag. Titeln är en omskrivning för detta datum, det vill säga 1 som i första månaden och 5 som i den femte dagen. Manson har berättat att han efter samlingsalbumet Lest We Forget, tog en lång paus från musiken eftersom han befann sig i ett skede där han inte visste vem han ville vara. I en intervju med tidningen Kerrang! avslöjade han också att Kerry King, James Iha (tidigare gitarrist i The Smashing Pumpkins) och Nick Zinner från Yeah Yeah Yeahs skulle kunna komma att gästspela på det kommande albumet. Han påstod också i samma intervju att albumet skulle bli väldigt våldsamt. Eftersom Tim Skold inte längre var en del av Marilyn Manson, spelades albumet in med Marilyn Manson, Twiggy Ramirez, Ginger Fish och Chris Vrenna. Under 2009 samarbetade Manson under en kort period med Lady Gaga, vilket resulterade i remixen ”LoveGame (Chew Fu Ghettohouse Remix)” som släpptes på samma singel som originallåten.
På en fest för Scream Awards 2008 jämförde Manson det kommande albumet med Antichrist Superstar och han påstod att albumet redan var mer eller mindre färdigställt. Han sa även att publiken kunde förvänta sig en ny låt innan årets slut och att albumet förhoppningsvis skulle släppas kring Alla hjärtans dag. I tidskriften Revolver berättade Manson att han fått tillbaka sin glöd, och att det nya albumet ”sopar mattan med allt vi gjort tidigare”. I februari avslöjade Rolling Stone att albumets titel var The High End of Low.
”We’re from America” var det första spåret som släpptes från albumet. Dess titel presenterades 18 mars 2009 i Kerrang!, och låten släpptes för gratis nedladdning 27 mars på Marilyn Mansons officiella webbplats. Den släpptes som en digital singel 14 april. Albumets första officiella singel, ”Arma-Goddamn–Motherfuckin’-Geddon”, släpptes 18 maj, men fanns tillgänglig för nedladdning redan den femte. Den nådde som högst plats 37 på Billboards lista för Mainstream Rock.
Den 16 april presenterades omslag och bildmaterial, liksom låtlistan för The High End of Low på bandets webbplats. Albumet släpptes 26 maj 2009, och debuterade på fjärde plats på Billboard med 49 000 sålda exemplar. Trots den högre listplaceringen än det senaste studioalbumet, Eat Me, Drink Me, som debuterade på åttonde plats, sålde The High End of Low sämre än något av bandets album, sedan liveskivan The Last Tour on Earth. The High End of Low föll stadigt till lägre placeringar på Billboardlistan.
Marilyn Mansons planer på ett åttonde studioalbum avslöjades första gången i en intervju med tidskriften Metal Hammer. Bandets skivkontrakt med Interscope hade just avslutats, vilket innebar att en stor del av den brist på kontroll och valfrihet som bandet sagt sig lida av därmed var försvunnen. Bandet påbörjade skrivandet av musiken till albumet under turnén och har liknat det kommande albumet med David Bowies Aladdin Sane. Manson avslöjade samtidigt att han åter är tillsammans med Evan Rachel Woods, och att det kommande albumet kommer att få ett hårt, romantiskt och självdestruktivt sound. Basisten Twiggy Ramirez liknade albumet vid ett ”mer punkrockigt Mechanical Animals”.

## Stil och influenser

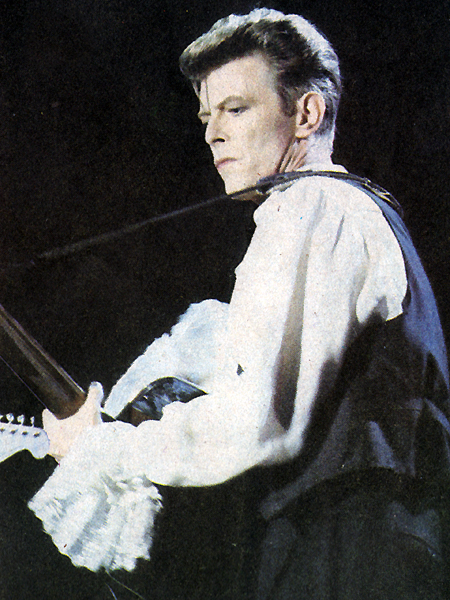
David Bowie har varit en stor influens för Marilyn Manson, såväl estetiskt som musikaliskt

Marilyn Manson är känt för att ändra både estetisk framtoning och musikstil ofta, med musik som innehåller element av glamrock, burlesk och talad poesi. Genrer som används för att beskriva bandets musik är framför allt alternativ metal, alternativ rock, glamrock, hårdrock, heavy metal, industrial metal, industrirock, skräckrock, nu-metal, indierock, goth och gothrock. 

### Influenser
Marilyn Mansons stil, huvudsakligen estetiskt, men även musikaliskt, har i princip alltid definierats av sångaren och bandledaren Marilyn Manson. Som ung var han ett stort fan av David Bowie, The Doors, Black Sabbath och till och med medlem i Kiss Army. Stilmässigt har artister som Mötley Crüe, Alice Cooper, Kiss och Iggy Pop spelat stor roll. Trent Reznor från Nine Inch Nails har också varit en stor och viktig inspirationskälla för Manson. Dessutom var Joakim Thåströms industrirockband Peace, Love & Pitbulls en stor inspirationskälla till hur bandet skulle låta. Manson själv menar dock att hans största influens, såväl estetiskt som musikaliskt är David Bowie, vars skiftande musikaliska och estetiska stilar har definierat honom. Ett tydligt exempel på detta är de estetiska likheterna mellan David Bowies musikvideo för låten ”The Heart’s Filthy Lesson” och många av Marilyn Mansons videor, däribland ”Sweet Dreams (Are Made of This)” och ”Tourniquet”. Bowies videor för låtarna ”Little Wonder” och ”Dead Man Walking” samt Marilyn Mansons videor för ”The Beautiful People” och nämnda ”Tourniquet” har alla regisserats av Floria Sigismondi. Gitarristen John 5:s hårdrocksbakgrund påverkade också bandets inriktning och dess sound vid liveframträdanden. Tim Skold, tidigare medlem i Shotgun Messiah och KMFDM, bidrog med ett mer industriellt anslag. Både Manson och Twiggy Ramirez har också nämnt Queen som viktig inspirationskälla till deras mer melodiska verk, huvudsakligen Mechanical Animals och Eat Me, Drink Me.

## Kontroverser och kritik
Olika grupperingar har under hela bandets historia ansett att bandet skapar musik som skulle vara skadlig för ungdomar. I december 1996 hölls en presskonferens med William J. Bennett, den amerikanske senatorn Joseph Lieberman och aktivisten C. DeLores Tucker, riktad mot Music Corporation of America (MCA), ägaren av Interscope Records. MCA:s ägare, Edgar Bronfman, Jr. ifrågasattes, och frågan ställdes huruvida han kunde leda ett så stort företag samtidigt som han tjänade pengar på Marilyn Mansons album, däribland albumet Antichrist Superstar som kallades ”gudlöst”, ”våldsamt”, ”smuts” och ”skräp”. Den 6 november samma år höll USA:s senat ett offentligt utfrågning om effekten av att ungdomar lyssnar på våldsam rock och rap. Försvaret hävdade att detta bara var ytterligare en salva i senator Liebermans krig mot bandet. Behandlingen av ämnet omfattade vittnesmål av Raymond Kuntz från Burlington i North Dakota, som skyllde sin sons självmord på låten ”The Reflecting God” från albumet Antichrist Superstar, vilken Lieberman stämplade som ”avskyvärd, hatisk, nihilistisk och skadlig”.
Utöver detta har bandets framträdanden kritiserats hårt. I synnerhet följdes hela den nordamerikanska delen av Dead to the World-turnén av protester. Bandets framträdande 10 mars 1997 i Columbia i South Carolina fick ställas in, och den amerikanska kristna gruppen American Family Association (AFA) jobbade hårt för att hindra gruppens framträdanden i Jackson och Biloxi i Mississippi. Ett annat framträdande som skulle genomförts den 25 juli ställdes in av lokalens ägare på grund av bandets ”dåliga moral” och användande av djur på scenen, och en konsert i Portland i Oregon, ställdes in några dagar senare, på grund av Marilyn Mansons rykte, och arenans problem att få teckna försäkring inför framträdandet.
Myndigheter i New Jersey angav Marilyn Mansons kommande framträdande som anledning till att festivalen Ozzfest 1997 skulle ställas in. Evenemanget genomfördes ändå efter att Ozzy Osbourne stämde delstaten, och vann, vilket tvingade dem att tillåta konserten. Vid minst ett tillfälle har skolor i Florida gått så långt som att hota elever med relegering om de går på Marilyn Manson-konserter.

### Columbinemassakern
Huvudartikel: Columbinemassakern

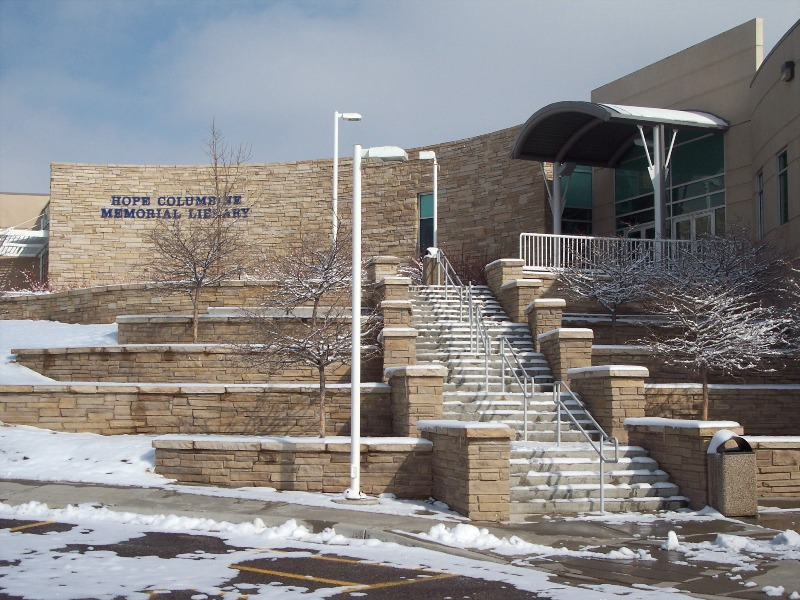
Biblioteket utanför Columbine High School

Efter massakern i Columbine anklagades Marilyn Manson för att ha påverkat Eric Harris och Dylan Klebold till dådet med sin musik. När det senare visade sig att varken Harris eller Klebold var fans till bandet, vändes kritiken mot media och deras försök att använda bandet som syndabock istället för att analysera underliggande sociala problem som omgärdade händelsen. Michael Moore intervjuade Marilyn Manson om tragedin i sin kontroversiella dokumentär Bowling for Columbine. När Moore frågade vad han skulle säga till personer i Columbine, svarade Manson: ”Jag skulle inte säga ett enda ord till dem. Jag skulle lyssna till vad de hade att säga, och det är vad ingen gjorde.”
Manson skrev också en artikel för Rolling Stone Magazine, 24 juni 1999, med titeln ”Columbine: Whose Fault Is It?” (”Columbine: Vems fel är det?”), där han preciserar sina tankar om våld som en kulturell företeelse, och om våldets roll i samhället. Han hävdade att film, spel och musik ofta helt orättvist beskylls för att vara orsaken till våldshandlingar. Istället påpekade han att krig, vapen och våldsamma händelser får ett stort utrymme i media, och han lät även förstå att han anser att kristendomens roll i samhället har en andel i det inträffade.
Eminem refererade till kontroversen i sin sång ”The Way I Am” på albumet The Marshall Mathers LP. Manson förekommer själv i videon till låten. I texten frågar sig Eminem var föräldrarna var, då företeelser som Marilyn Manson och droger fått skulden.
Marilyn Manson kopplades till ännu en skolmassaker som skedde den 10 oktober 2007, när 14-åriga Asa H. Coon öppnade eld på sin skola SuccessTech Academy i Cleveland i Ohio. Coon sköt två studenter och två lärare, innan han sköt sig själv. Polisrapporter och intervjuer med studenter hävdar att Coon bar en Marilyn Manson-tröja under händelsen. Vid flera tillfällen hade Coon berättat för elever och lärare att han inte trodde på, och inte respekterade Gud, men istället dyrkade sångaren Marilyn Manson. Coon var känd för sitt våldsamma beteende, och var avvikande med sina svarta stövlar, sin svarta trenchcoat, sitt svarta nagellack och olika bandtröjor. Han hade också nyligen stängts av från skolan, och var mycket upprörd över detta. Under Marilyn Mansons Eat Me, Drink Me-turné i slutet av 2007 visades bilder ifrån nyhetsrapporteringen från massakern på skärmen bakom scenen under vissa låtar.

## Medlemmar

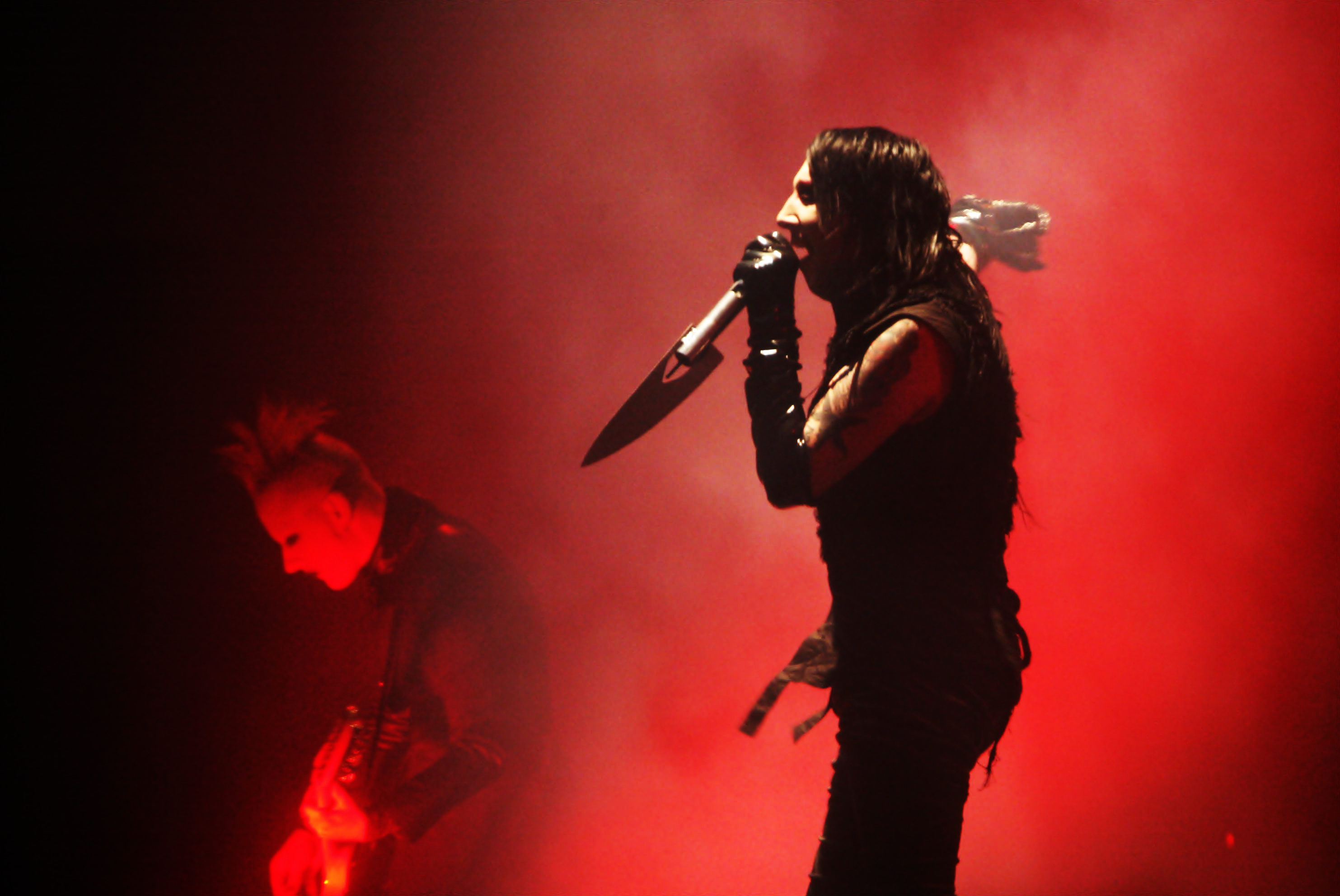
Tim Skold och Marilyn Manson live 2007

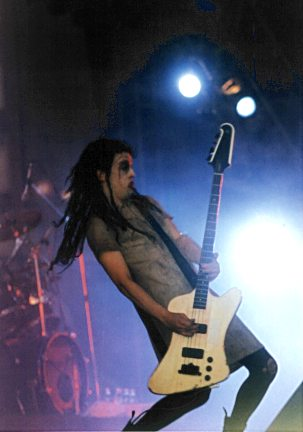
Twiggy Ramirez live 1997

Bandet har ofta bytt ut medlemmar och sångaren är den enda medlem som varit med sedan starten. Madonna Wayne Gacy, även känd som Pogo, är den medlem som varit med längst näst efter Marilyn Manson. Han slutade dock i bandet 2007, och anklagelser mellan honom och Manson resulterade i stämningsansökningar. Keyboardisten Zsa Zsa Speck och basisten Olivia Newton Bundy var båda med i bandet ett mycket kort tag, och ersattes snart av Pogo respektive Gidget Gein. Gidget Gein sparkades då han hade ett grovt drogberoende, och dog 2008 av en överdos. Sara Lee Lucas blev bandets först trummis 1991 men ansågs för dålig och var för olik de andra i bandet. Trots detta var han kvar i bandet fram till 1995, då Ginger Fish tog över. Under inspelningen av Antichrist Superstar 1996, slutade även Daisy Berkowitz som tillsammans med Manson var den som mest kan ses som grundare av bandet. Zim Zum tog hans plats under ett par år. En av de medlemmar som gjort störst musikaliska avtryck i bandets är Twiggy Ramirez, som skrev huvudparten av musiken till Antichrist Superstar, Mechanical Animals och Holy Wood (In the Shadow of the Valley of Death) som anses vara Marilyn Mansons viktigaste verk. Ramirez slutade 2002 och byttes ut mot Tim Skold som bidrog med ett industriellt anslag i musiken. Efter Eat Me, Drink Me slutade Skold och Twiggy Ramirez återtog platsen.
De tidiga medlemmarna i Marilyn Manson bar artistnamn utifrån samma princip som Marilyn Manson själv: kontrasten mellan en vacker sexsymbol och en ökänd massmördare. Olivia Newton Bundy är taget från Olivia Newton-John och Ted Bundy, Zsa Zsa Speck från Zsa Zsa Gabor och Richard Speck, Twiggy Ramirez från Twiggy och Richard Ramirez, och så vidare. Senare bröts dock denna tradition, med bland andra Zim Zum och John 5.
De flesta medlemmar i bandet har spelat andra instrument än sina huvudinstrument, antingen live eller i studio. Exempelvis har Twiggy Ramirez spelat gitarr på flera skivor, trots att hans huvudinstrument är bas. Madonna Wayne Gacy har utöver huvudinstrumentet keyboard spelat theremin och ångorgel. Gitarristen Daisy Berkowitz har spelat bas och var även ansvarig för trummaskinen i början av bandets karriär. Chris Vrenna hoppade in på trummor när Ginger Fish var skadad och ersatte sedan Pogo på keyboard. Marilyn Manson har spelat panflöjt, cembalo, keyboard och gitarr. I texthäftet till The Golden Age of Grotesque står det att han spelar både saxofon och brinnande piano.

### Nuvarande medlemmar
- Marilyn Manson – sång, gitarr, tamburin, saxofon, panflöjt (1989–)
- Paul Wiley – gitarr, programmering, bakgrundssång (2014–)
- Juan Alderete – bas, bakgrundssång (2017–)

### Tidigare medlemmar
- Zsa Zsa Speck – keyboard (1989–1990)
- Olivia Newton Bundy – basgitarr (1989–1990)
- Daisy Berkowitz – gitarr (1989–1996)
- Gidget Gein – basgitarr (1990–1993; död 2008)
- Sara Lee Lucas – trummor, slagverk (1990–1995)
- Madonna Wayne Gacy – keyboard (1990–2007)
- Twiggy Ramirez – basgitarr (1993–2002, 2008, 2014–2017), gitarr, keyboard, bakgrundssång (2009–2014)
- Ginger Fish – trummor, slagverk, piano (1995–2011)
- Zim Zum – gitarr (1996–1998)
- John 5 – gitarr (1998–2004)
- Tim Sköld – gitarr, bas (2002–2008)
- Chris Vrenna – keyboard, slagverk (2007–2011)
- Fred Sablan – basgitarr (2010–2014)
- Tyler Bates – gitarr, bakgrundssång (2014–2015, 2016–2018)
- Gil Sharone – trummor (2014–2019)
- Brandon Pertzborn – trummor (2019–2023)

### Turnémedlemmar
- Mark Chaussee – gitarr (2004–2005)
- Chris Vrenna – trummor, slagverk (2004–2005)
- Rob Holliday – basgitarr, bakgrundssång (2007–2008), gitarr (2008)
- Wes Borland – gitarr (2008–2009)
- Andy Gerold – basgitarr, gitarr (2009)
- Jason Sutter – trummor (2012–2014)
- Spencer Rollins – keyboard, gitarr (2013)
- Daniel Fox – keyboard, percussion (2015–2017)

## Diskografi
- 1994 – Portrait of an American Family
- 1995 – Smells Like Children
- 1996 – Antichrist Superstar
- 1998 – Mechanical Animals
- 1999 – The Last Tour on Earth
- 2000 – Holy Wood (In the Shadow of the Valley of Death)
- 2003 – The Golden Age of Grotesque
- 2005 – Lest We Forget
- 2007 – Eat Me, Drink Me
- 2009 – The High End of Low
- 2012 – Born Villain
- 2015 – The Pale Emperor
- 2017 – SAY10 [65]
- 2020 – We Are Chaos